# Norwegian Challenge 2013
De Noorse Challenge is sinds 2011 een golftoernooi van de Europese Challenge Tour. Deze editie wordt in 2013 gespeeld van 8-11 augustus op de Losby Golf & Country Club in Finstadjordet, in de heuvels van de provincie Akershus ten Oosten van Oslo. Het prijzengeld is € 175.000 waarvan de winnaar € 28.000 krijgt.
Het toernooi eindigde in 2012 met een score van -22. Kristoffer Broberg en Alvaro Velasco moesten een play-off spelen, waarin Broberg won met een birdie op de eerste extra hole. Hij komt zijn titel niet verdedigen want hij speelt in 2013 op de Europese Tour.

## De baan
De baan van Losby heeft van eind november tot eind mei bedolven gelegen onder sneeuw en ijs. Daarna volgde een koud voorjaar zodat de sneeuw langzaam verdween. De club heeft een ervaren Welsh greenkeeper, Alex Cawley, die in 2004 op Bro Hof Slott Golf Club in Zweden kwam werken, waar ook de weersomstandigheden niet altijd behulpzaam waren. Om ondanks de slechte condities dit toernooi een goede baan te kunnen bieden, liet hij 3000 m² grasplaggen gebruiken.  

## Verslag

### Ronde 1
Dit is het 17de toernooi van het jaar en het 6de toernooi met spelonderbreking wegens slecht weer. Het spelen werd al stopgezet wegens te veel regen voordat de middaggroep gestart was. 
Vrijdag zou ronde 1 afgemaakt worden. Hebert bleef op -7 staan, maar Ross Kellett, die in 2012 professional werd, ging op zijn 12de hole naar -8 en eindigde op -9, de beste score van zijn carrière. 
Ook vrijdag werd het spel door de weersomstandigheden afgebroken. Na de hervatting maakte Tim Sluiter en Taco Remkes nog twee birdies. Remkes eindigde als beste Nederlander. 

### Ronde 2
De eerste ronde kon zonder oponthoud afgemaakt worden en de tweede ronde begon vrijdag om kwart voor twee en werd zaterdag afgemaakt. Kellet bleef aan de leiding. Tim Sluiter, Pierre Relecom en Taco Remkes kwalificeerden zich voor het weekend.

### Ronde 3
Zaterdag om half drie begon ronde 3. Het toernooirecord werd door Jens Fahrbring verbeterd waardoor hij aan de leiding ging. De laatste spelers kwamen net voordat het donker werd binnen.

### Ronde 4
Tim Sluiter klom op naar een gedeeld 7de plaats. Taco Remkes heeft zijn toernooi ook mooi afgerond met een ronde van 69. Hij eindigde op de 17de plaats. Pierre Relecom speelde ook vier rondes onder par, hij werd 30ste.

Fahrbring speelde een goede laatste ronde en had drie slagen voorsprong toen hij op de laatste hole afsloeg. Hij won met een fraaie score van -19. Na zijn eerste overwinning op de ECCO Tour van 2012 is dit zijn eerste overwinning op de Challenge Tour. 
Philips Archer eindigde net buiten de top-10.
- Scores

| Naam            | Score R1 | Score R1 | Nr   | Score R2 | Score R2 | Totaal | Nr  | Score R3 | Score R3 | Totaal | Nr  | Score R4 | Score R4 | Totaal | Nr  |
| --------------- | -------- | -------- | ---- | -------- | -------- | ------ | --- | -------- | -------- | ------ | --- | -------- | -------- | ------ | --- |
| Jens Fahrbring  | 69       | -3       | T22  | 72       | par      | -3     | T47 | 62       | -10      | -13    | 1   | 66       | -6       | -19    | 1   |
| Daniel Im       | 73       | +1       | T75  | 68       | -4       | -3     | T47 | 64       | -8       | -11    | T4  | 67       | -5       | -16    | T2  |
| Pontus Widegren | 70       | -2       | T32  | 66       | -6       | -8     | T6  | 68       | -4       | -12    | T2  | 68       | -4       | -16    | T2  |
| Johan Carlsson  | 71       | -1       | T38  | 69       | -3       | -4     | T32 | 68       | -4       | -8     | T   | 65       | -7       | -15    | 4   |
| Jason Barnes    | 65       | -7       | T3   | 70       | -2       | -9     | T2  | 72       | par      | -9     | T9  | 68       | -4       | -13    | T5  |
| Tim Sluiter     | 69       | -3       | T22  | 70       | -2       | -5     | T22 | 69       | -3       | -8     | T13 | 68       | -4       | -12    | T7  |
| Alvaro Velasco  | 72       | par      | T58  | 65       | -7       | -7     | T9  | 68       | -4       | -11    | T4  | 71       | -1       | -12    | T7  |
| Phillip Archer  | 64       | -8       | 2    | 71       | -1       | -9     | T2  | 69       | -3       | -12    | T2  | 73       | +1       | -11    | T12 |
| Taco Remkes     | 68       | -4       | T7   | 73       | +1       | -3     | T47 | 68       | -4       | -7     | T23 | 69       | -3       | -10    | T17 |
| Pierre Relecom  | 70       | -2       | T32  | 70       | -2       | -4     | T30 | 71       | -1       | -5     | T37 | 70       | -2       | -7     | T30 |
| Benjamin Hebert | 65       | -7       | T3   | 70       | -2       | -9     | T2  | 71       | -1       | -10    | 6   | 77       | +5       | -5     | T45 |
| Ross Kellett    | 63       | -9       | 1    | 71       | -1       | -10    | 1   | 75       | +3       | -7     | T23 | 75       | +3       | -4     | T50 |
| Wil Besseling   | 70       | -2       | T32  | 74       | +2       | par    | MC  |          |          |        |     |          |          |        |     |
| Thomas Pieters  | 78       | +6       | T144 | 69       | -3       | +3     | MC  |          |          |        |     |          |          |        |     |
| Reinier Saxton  | 77       | +5       | T133 | 73       | +1       | +4     | MC  |          |          |        |     |          |          |        |     |
| Hugues Joannes  | 75       | +3       | T112 | 74       | +2       | +5     | MC  |          |          |        |     |          |          |        |     |
| Floris de Vries | 73       | +1       | T75  | 78       | +6       | +7     | MC  |          |          |        |     |          |          |        |     |
| Laurent Richard | 76       | +4       | T121 | 76       | +4       | +8     | MC  |          |          |        |     |          |          |        |     |

| Leider |  | Toernooirecord |  | MC = missed cut = cut gemist |  |

## Spelers
| - Jamie Abbott - Carlos Aguilar - Phillip Archer - Scott Arnold - HP Bacher - Jason Barnes - Oliver Bekker - Seve Benson - Adrien Bernadet - Wil Besseling - Lucas Bjerregaard - Wallace Booth - Knut Borsheim - Christophe Brazillier - Markus Brier - Daniel Brooks - François Calmels - Guillaume Cambis - Johan Carlsson - Baptiste Chapellan - Federico Colombo - Marco Crespi - Jens Dantorp - Robert Dinwiddie - Nick Dougherty - Edouard Dubois - Paul Dwyer - Pelle Edberg - Jens Fahrbring - Nils Florén - Charlie Ford - Alastair Forsyth - Thomas Fournier - Dylan Frittelli - Jordi García Pinto - Jordan Gibb - Max Glauert - Jacob Glennemo - Luke Goddard - David Griffith | - Mark F Haastrup - Matt Haines - Chris Hanson - Tyrrell Hatton - James Heath - Benjamin Hebert - Garry Houston - Jamie Howarth - Jeppe Huldahl - Sam Hutsby - Daniel Im - Jin Jeong - Andrew Johnston - Michael Jonzon - Roope Kakko - Ross Kellett - Lloyd Kennedy - Chan Kim - Moritz Lampert - Jerome Lando Casanova - Paul Maddy - Stuart Manley - Pablo Martin Benavides - Andrew McArthur - Francis McGuirk - Jamie McLeary - Nicolas Meitinger - Jamie Moul - George Murray - Tom Murray - Åke Nilsson - Thomas Nørret - Marek Novy - Pedro Oriol - Adrian Otaegui - David Palm - Brinson Paolini - Ben Parker - Andrea Pavan (2011) | - Damien Perrier - Andrea Perrino - Terry Pilkadaris - Florian Praegant - Niccolo Quintarelli - Nicolo Ravano - Taco Remkes - Victor Riu - Lloyd Saltman - Reinier Saxton - Jack Senior - Gareth Shaw - Tim Sluiter - Roland Steiner - Duncan Stewart - Steven Tiley - Jason Timmis - Daniel Vancsik - Alvaro Velasco - Floris de Vries - Sean Whiffin - Daniel Wuensche Invitaties Challenge Tour - Haydn Porteous - Brandon Stone - Alan Dunbar - Peter O'Keeffe Noorse PGA - Stian Hansen - Boris Alexander - Olivier Rozner - Elias Bertheussen - Anders Engell - Joakim Mikkelsem - Espen Kofstad - Eirik Tage Johansen - Christian Aronsen - Ross Robertson - Peter Kaensche | Invitaties Noorse PGA - Carlos Pigem - Luis Claverie - Domenico Geminiani - Sandro Piaget - Hugues Joannes - Thomas Pieters - Laurent Richard - Pierre Relecom - Nacho Elvira - Antonio Hortal - Borja Etchart - Paul Nilbrink - Stanislav Matus - Adam Rajmont - Antti Ahokas - Jack Doherty - Manuel Trappel - Rene Gruber - Bernd Ritthammer - Gary Gilligan - Matt Ford - Pontus Widegren - André Bossert - Fredrik Svanberg - Laurie Canter - Immu Korvenmaa - Tapio Pulkkanen - Janne Mommo - Niall Kearney - Adrien Saddier - Yevgeny Kafelnikov - Mark Nichols - Charles-Edouard Russo Amateurs - Kristian K Johannessen WAGR 120 - Kristoffer Ventura WAGR 201 - Andreas Halvorsen WAGR 290 - Ole B Ramsnes WAGR 447 - Aksel Kristoffer Olsen WAGR 844 - Alexander Sobstad WAGR 879 WAGR = wereldranglijst |

1994 · 1995 · 1996 · 1997 · 1998 · 1999 · 2000 · 2004 · 2006 · 2007 · 2008 ·  2011 · 2012 · 2013 ·  2014